# Tiroler Preis für Integration und Zivilcourage
Der Tiroler Preis für Integration und Zivilcourage ist eine Auszeichnung, die seit 2000 an Institutionen, Privatpersonen und Betriebe vergeben wird.
Ausgelobt wurde er vom Bundessozialamt Tirol (später Sozialministeriumservice Tirol).
In den Anfangsjahren erfolgte die Verleihung jeweils am Integrationsball in Innsbruck. Zuerst wurden sogenannte Ehrenpreise für Integration verliehen: 2001 an Roswitha Ladurner vom Sozialsprengel Fieberbunn (Zivilcourage im Alltag) "für ihr 'unermüdliches' Engagement im Flüchtlingsheim Bürgelkopf, insbesondere für die Organisation von Deutschkursen für die ein Jahr lang untergebrachten Kosovo-Albaner" und an die beiden Schiedsrichter Bella Bitugu aus Ghana und Irenaeus Kacie Anyanwu aus Nigeria für einen Workshop mit 160 Schiedsrichtern zu Thema Rassismus.
Offizielle Preisträger unter Tiroler Preis für Integration und Zivilcourage waren dann die Sozialarbeiterin Veronika "Vroni" Windischer und der Journalist Benedikt Sauer (2002), die Erziehungswissenschaftlerin Michaela Ralser und die Diakonie Innsbruck (2003), die Autobahnraststätte Trofana Tyrol und der Erziehungswissenschaftler Volker Schönwiese (2004).
Im Lauf der Zeit entwickelte sich das Vergabeprozedere. Zur Bewerbung aufgerufen waren vor allem Tiroler Unternehmen, die entweder "jungen Menschen mit Beeinträchtigung im Alter zwischen 15 und 24 Jahren eine Berufsausbildung/Lehre oder einen Arbeitsplatz zur Verfügung stellen" oder "bereits über einen längeren Zeitraum Mitarbeiter mit Beeinträchtigung, die älter als 40 sind, beschäftigen".
2015 wurde der Preis in das Gütesiegel Wir sind inklusiv umgewandelt: "Damit werden gemeinsam mit der Wirtschaftskammer Tirol als Mitveranstalter und dem Kooperationspartner argeSODiT (Arbeitsgemeinschaft der sozialen Dienstleistungsanbieter für Menschen mit Behinderungen, Lernschwierigkeiten und psychischen Beeinträchtigungen in Tirol) Betriebe und Unternehmen für ihr soziales Engagement in diesem Bereich ausgezeichnet." Der erste Preis unter dem neuen Namen erging an die Stadt Innsbruck, die das Gütesiegel 2019–21 erneut zugesprochen bekam.